# Ivar Öhman
Ivar Erik Öhman i riksdagen kallad Öhman i Malmö, född 1 januari 1868 i Stockholm, död 8 juni 1937 i Malmö, var en svensk häradshövding, kommunalpolitiker och riksdagsledamot (nationella partiet, från 1935 högern).
Öhman avlade hovrättsexamen 1890, blev fiskal i Svea hovrätt 1902, assessor 1904, t.f. revisionssekreterare samma år och revisionssekreterare 1909. Han var häradshövding i Oxie och Skytts domsaga 1911–37, krigsdomare 1916–1917 samt ledamot och sekreterare i konkurslagstiftningskommissionen 1909–1911. 
Öhman var ledamot av Malmö stadsfullmäktige 1915–1926, ordförande i drätselkammaren 1916–1923 (han fick således behålla denna tunga post trots att socialdemokraterna 1919 erhöll majoritet i stadsfullmäktige) och vice ordförande i stadsfullmäktige 1924–1926. 
Öhman var ledamot av Svenska stadsförbundets finansråd 1918–1920, suppleant i finansrådet sedan 1921 och blev inspektor vid Malmö realskola 1925. Han var ledamot av riksdagens första kammare 1919 och från 1929, invald i Malmöhus läns valkrets. Han företog studieresor med domarstipendium till Tyskland, Österrike och Italien 1908. I riksdagen skrev han 5 egna motioner bland annat om avskrivning av hospitalsräntor och höjning av tullen på gummisulor men även om understöd till enskilda personer.
Ivar Öhman var far till Ivar Öhman, som innehade samma häradshövdingetjänst som fadern. Han är begraven på Östra kyrkogården i Malmö.